# Stellaria fontinalis
Stellaria fontinalis là loài thực vật có hoa thuộc họ Cẩm chướng. Loài này được (Short & R. Peter) B.L. Rob. miêu tả khoa học đầu tiên năm 1894.